# ماساتو ساکی
ماساتو ساکی (انگلیسی: Masato Saki؛ زادهٔ ۱ مارس ۱۹۹۱) بازیگر، خوانندگی اهل ژاپن است. وی از سال ۲۰۱۰ میلادی تاکنون مشغول فعالیت بوده‌است.